# Границя послідовності
В математиці границею послідовності елементів метричного простору або топологічного простору називають елемент того ж простору, який має властивість «притягувати» елементи заданої послідовності.
Границею послідовності елементів топологічного простору є така точка, кожен окіл якої містить всі елементи послідовності, починаючи з деякого номера. У метричному просторі окіл визначається через функцію відстані, тому поняття границі формулюється на мові відстаней. Історично першим було поняття границі числової послідовності, що виникає в математичному аналізі, де воно служить підставою для системи наближень і широко використовується при побудові диференціального й інтегрального числення.
Позначення:
{\displaystyle \lim _{n\to \infty }x_{n}=a}
(читається: границя послідовності ікс енне при ен, що прагне до нескінченності, дорівнює a)

### Спорідненість зізбіжністю
Властивість послідовності мати границю називають збіжністю: якщо у послідовності є границя, то кажуть, що дана послідовність збігається; в іншому випадку (якщо у послідовності немає границі) говорять, що послідовність розбігається. У гаусдорфовому просторі і, зокрема, метричному просторі, кожна підпослідовність збіжної послідовності збігається, і її границя дорівнює границі великої послідовності. Іншими словами, у послідовності елементів гаусдорфового простору не може бути двох різних границь. Може, однак, виявитися, що у послідовності немає границі, але існує підпослідовність (даної послідовності), яка має границю. Якщо з будь-якої послідовності точок простору можна виділити збіжну підпослідовність, то, кажуть, що даний простір має властивість секвенціальної компактності (або просто компактності, якщо компактність визначається виключно в термінах послідовностей).

### Граничність у просторах
У топологічних просторах, що задовольняють першій аксіомі зліченності, поняття границі послідовності безпосередньо пов'язано з поняттям граничної точки (множини): якщо у множини є гранична точка, то існує послідовність елементів даної множини, що сходиться до цієї точки. Для довільних топологічних просторів такої послідовності може не існувати.

## Топологія
Послідовність точок {\displaystyle \{x_{n}\}} топологічного простору {\displaystyle (X,\;{\mathcal {T}})} називається збіжною до точки {\displaystyle x}, якщо для будь-якого околу точки {\displaystyle x,O(x)} існує такий номер {\displaystyle N}, що всі елементи послідовності починаючи з цього номера належать околу:
{\displaystyle (\forall n\geq N)(x_{n}\in O(x))}
Точка {\displaystyle x} називається границею послідовності {\displaystyle \{x_{n}\}}
Іншими словами, властивість збіжності це властивість утримувати всі точки послідовності на певній відстані від границі, починаючи з деякого номера. Всі відкриті множини точки являють собою систему околів цієї точки.